# Filadelfiakyrkan, Stockholm

Filadelfiakyrkan är en kyrkobyggnad belägen vid Rörstrandsgatan 7 i Vasastaden, centrala Stockholm tillhörande pingstförsamlingen Filadelfia. Kyrkan är blåmärkt av Stadsmuseet i Stockholm, vilket innebär "att bebyggelsen bedöms ha synnerligen höga kulturhistoriska värden".
Kyrkobyggnaden sitter ihop med Rörstrands slott där Kaggeholms folkhögskola har sina lokaler sedan 2019. I samband med Coronapandemin 2019–2021 totalrenoverades kyrkbyggnaden för över 100 miljoner kronor. 
Stora Salen i Filadelfia har 2083 sittplatser och är världskänd för sina goda akustik.

## Beskrivning

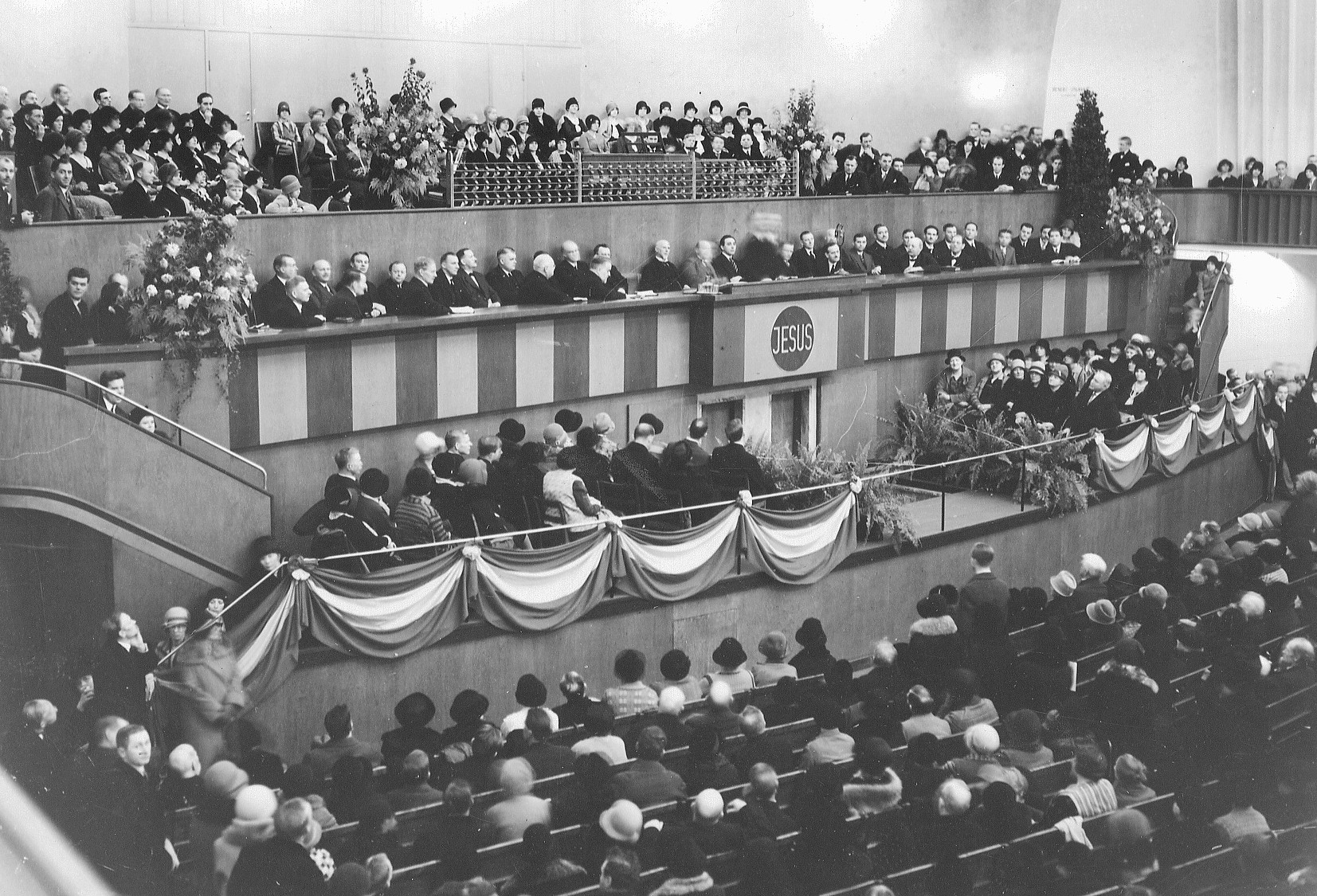
Invigningen den 2 november 1930.

Kyrkan uppfördes åren 1929–1930 efter ritningar av arkitekten Birger Jonson och konstruerades av Karl Ljungbergs konstruktionsbyrå samt invigdes den 2 november 1930. Kyrkan är byggd på Rörstrands Porslinsfabriks gamla fabriksområde varvid en del av Rörstrands slott revs. Fastighetsbeteckningen Stengodset 2 påminner om den tidigare verksamheten. En kvarvarande rest av slottet finns intill Filadelfiakyrkans östra fasad och ingår i kyrkans verksamhet. Filadelfiakyrkan gestaltades av Birger Jonsson i stram funktionalism och räknas som ett av arkitekturstilens genombrott i Sverige där Jonsson var en av dess främsta företrädare.
Filadelfiakyrkan har en svagt bågformad gråvitslammad tegelfasad och en kraftfullt formad foajé. Den stora lokalen utnyttjas även för konserter. Kyrkorummet är format som en hörsal med en bred tal- och sångestrad och två läktare över varandra. Rummet är konstruerat för att skapa god akustik som uppnås genom bland annat en krökt takyta och en salong som är bredare i bakre delen och avsmalnande mot scenen. I exteriören avspeglas salens rumsform i en buktad huvudfasad mot Rörstrandsgatan. Även det breda entrépartiet med kraftiga granitkolonner annonserar en samlingssal.
Inköpet av Rörstrands slott liksom byggandet av Filadelfiakyrkan skedde på initiativ av pastor Lewi Pethrus som vid denna tid var församlingens förste föreståndare och den oomstridde ledaren för den unga pingströrelsen. Filadelfiakyrkan är Europas näst största frikyrkobyggnad och var under många år den största samlingslokalen i Stockholm. Då den byggdes rymde den 3 500 sittplatser. I dag är antalet sittplatser 2 200, vilket gör den till Europas näst största frikyrkobyggnad efter Livets Ords församlingslokal i Uppsala som rymmer ca 6 200 personer.
Till invigningen av Filadelfiakyrkan skrev församlingens musikaliska ledare, Karl-Erik Svedlund, en kantat för orkester, kör och solister. Einar Ekberg som var solist i Filadelfiaförsamlingen skrev till invigningen en tonsättning av den 32:a psaltarpsalmen som han också för första gången framförde vid invigningen.
Filadelfiakyrkan lånas regelbundet ut för konserter och det genomförs olika evenemang i lokalen under arenanamnet Filadelfia Convention Center. År 1971 delades Nobelpriset ut i Filadelfiakyrkan, i samband med att Stockholms konserthus renoverades. Under massvaccineringen som genomfördes 2021 på grund av covid-19-pandemin hyrdes lokalerna ut till Capio som utförde vaccination bland annat där.

## Interiörbilder

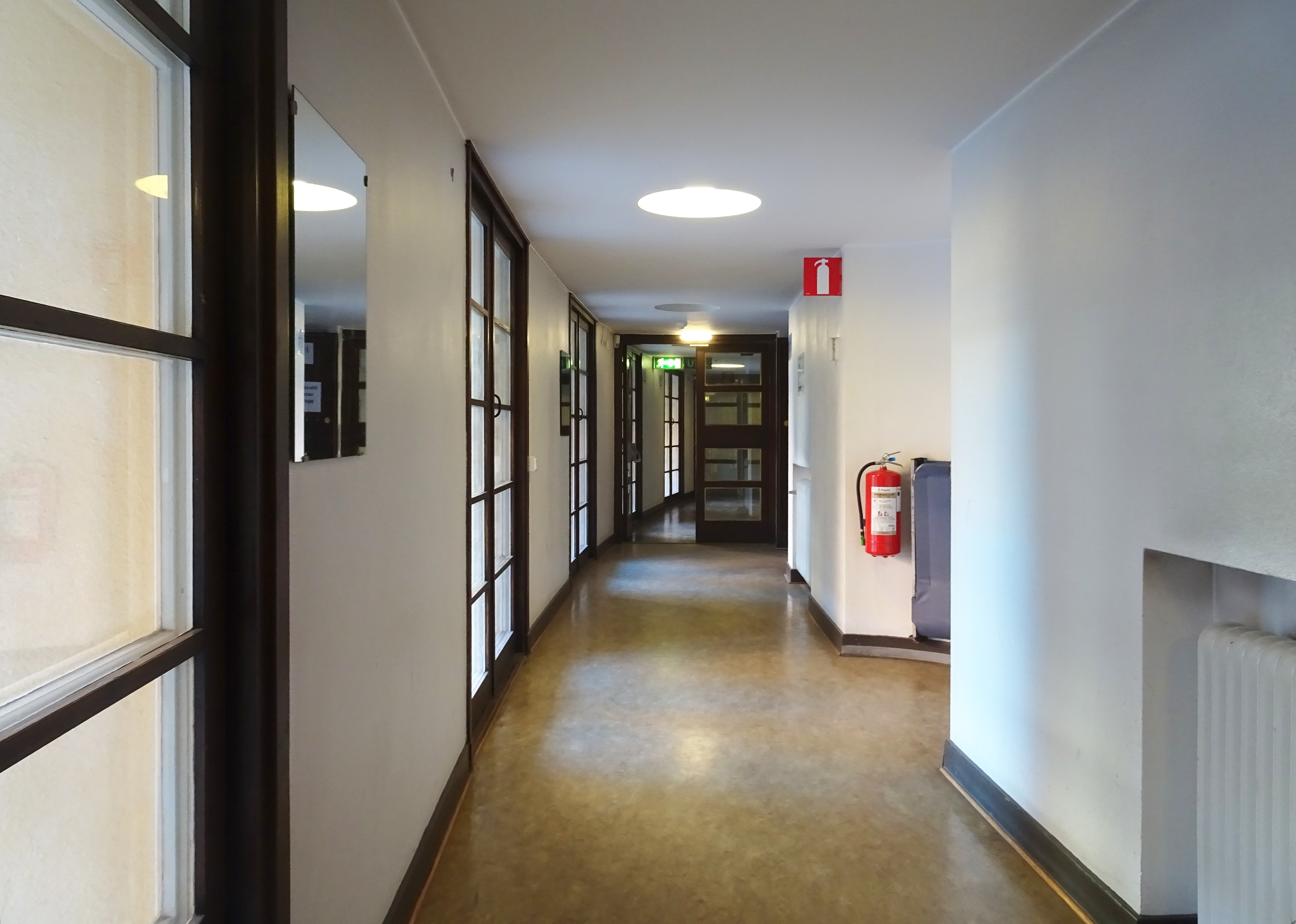
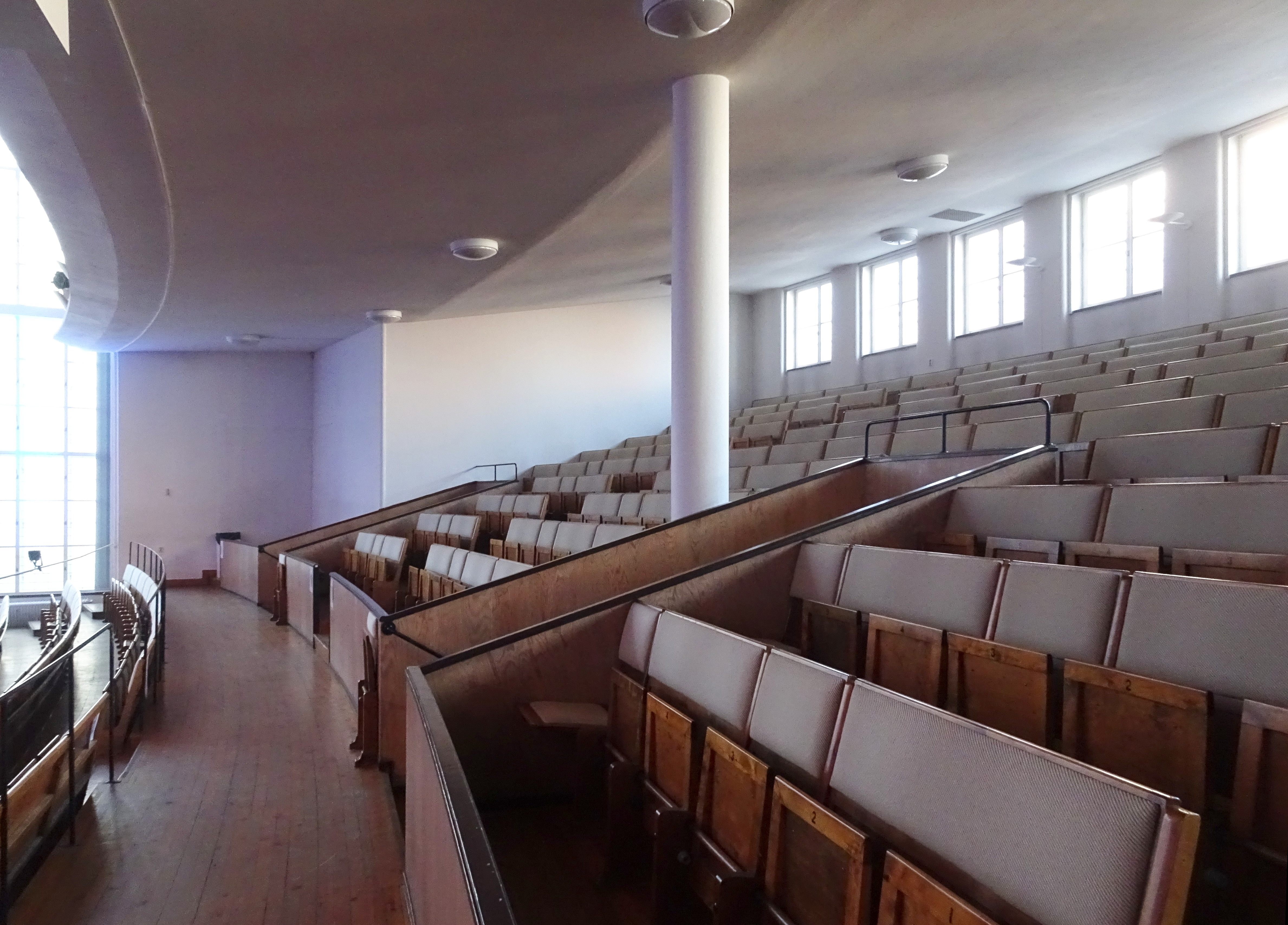
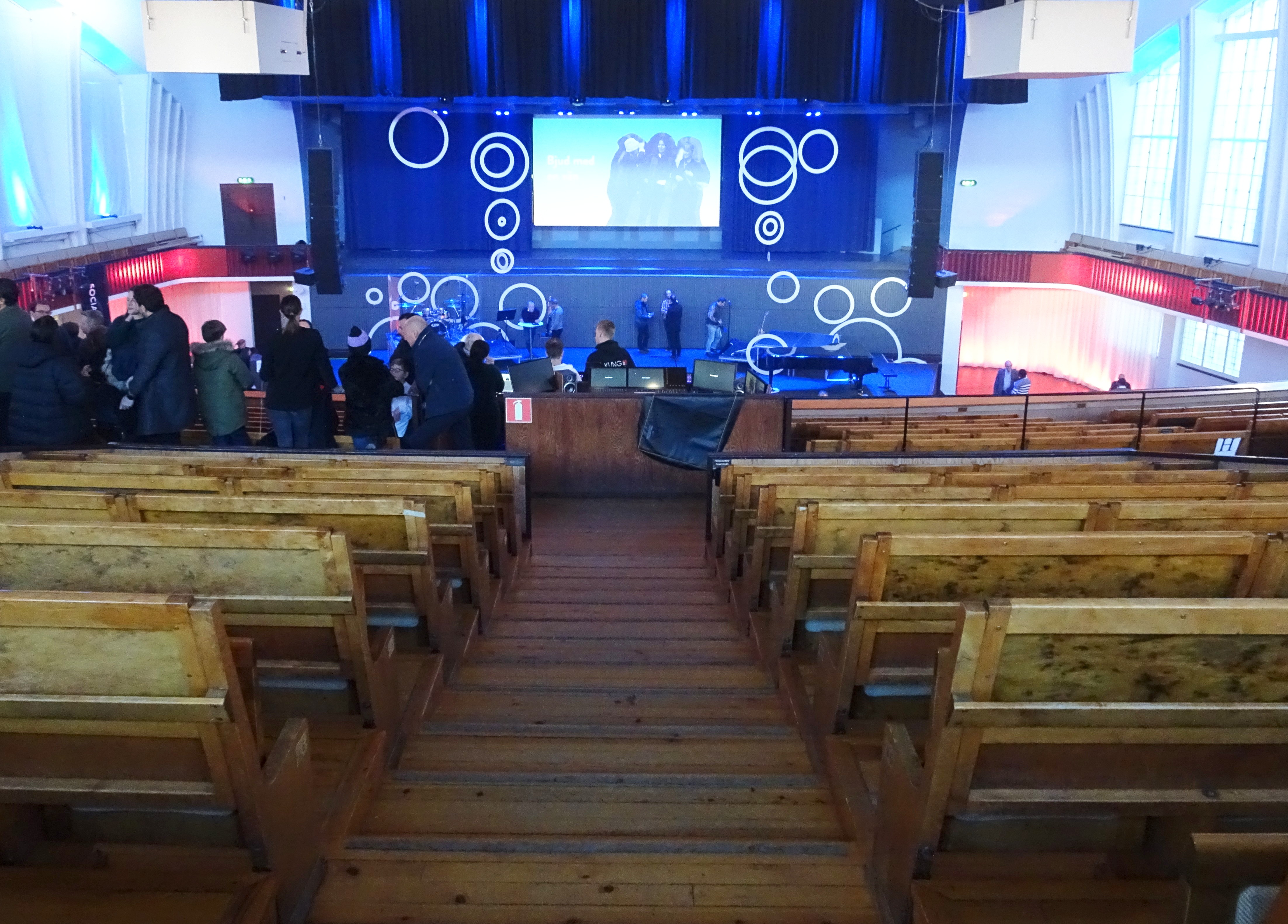
Vy från läktaren innan renoveringen år 2021.
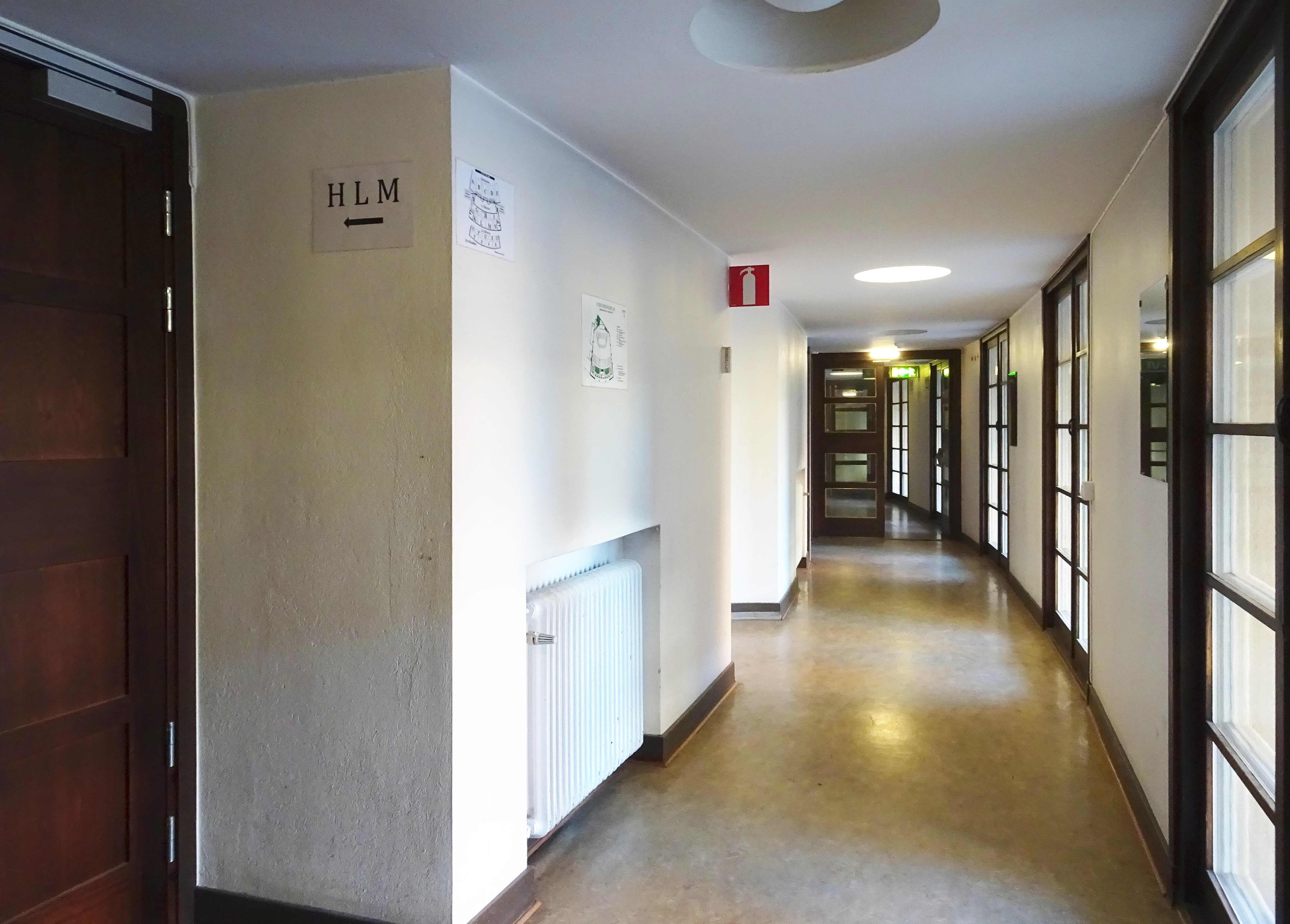

## Diskografi
- Syntes : orgelmusik från Filadelfiakyrkan, Stockholm. CD. Prim PRIMD 5123. 1998.